# 11-та окрема механізована бригада (Білорусь)
11-та гвардійська Прикарпатсько-Берлінська Червонопрапорна, ордена Суворова ІІ ступеня окрема механізована бригада (11 ОМБр, в/ч ) (біл. 11-я гвардзе́йская Прыкарпа́цка-Берлі́нская асо́бная механізава́ная брыга́да) — з'єднання сухопутних військ збройних сил Білорусі. Входить до складу Західного оперативного командування з пунктом дислокації у м.Слонім.

## Історія
11-та бригада стала правонаступницею 6-го танкового корпусу радянської армії, який було сформовано 22 квітня 1942 року у підмосковних містах Подольськ і Малоярославець.
Бойове хрещення корпус прийняв в Ржевсько-Сичевській операції. 23 жовтня 1943 року за мужність і героїзм, проявлені особовим складом на Курській дузі, йому присвоєно почесне найменування «гвардійський». А 25 жовтня він був перетворений в 11-й гвардійський танковий корпус.
З 1942 по 1945 рік корпус брав участь у бойових діях в районі Ржева, на Старо-Руському напрямку, звільняв міста Богодухів, Бердичів, Козятин, брав участь в ліквідації Корсунь-шевченківської групи Вермахту в передгір'ях Карпат і виході на державний кордон з Румунією, за що йому було присвоєно почесне найменування «Прикарпатський».
Бойовий склад корпусу на 16 квітня 1944 року: танків — 112, активних багнетів — 3.149, мінометів — 36, гармат — 22, зенітних гармат — 16, реактивних установок — 8. Після закінчення Вісленської операції корпус мав в своєму складі: особового складу — 8.024 особи, танків — 33, гармат — 33, зенітних гармат — 20, мінометів — 59, РС М-13 — 8.
19 лютого 1945 року за успішні наступальні бої і захоплення плацдарму на річці Одра корпус був нагороджений орденом Червоного Прапора, а 26 квітня 1945 року — за оволодіння містами Піршау, Нойштадт, Пунциг — нагороджений орденом Суворова II ступеня. За мужність і героїзм при оволодінні Берліном йому було присвоєно почесне найменування «Берлінський».
У червні 1945 року корпус був перейменований в 11-ту гвардійську Прикарпатського-Берлінську Червонопрапорну, ордена Суворова II ступеня танкову дивізію. У липні вона передислокувалася у район Дрездена, там же перейшла на новий штат.
У період з 1979 по 1989 рік сотні військовослужбовців дивізії, що проходили службу у з'єднанні, брали участь у війні в Афганістані.
Після розпаду СРСР у 1992 році дивізія передислокувалася з німецького Дрездена в білоруський Слонім. А 11 серпня того ж року була переформована в 11-ту гвардійську окрему механізовану бригаду зі збереженням бойового знамена, почесних найменувань і бойових традицій корпусу. Бойове знамено було вручено з'єднанню 21 січня 2004 року.
Восени 1999 року у Збройних силах РЕспубліки Білорусь було вперше проведене бригадне тактичне навчання з бойовою стрільбою - і право бути першими в цьому починанні було надано військовим 11-ї гвардійської ОМБр.
Особовий склад бригади брав участь у таких великих навчаннях, як «Німан-2001», «Березина-2002», «Чисте небо-2003», «Щит Вітчизни-2004». Серйозним іспитом на бойову зрілість стало комплексне оперативно-тактичне навчання «Щит Союзу-2006», причому більше половини із загального числа особового складу та бойової техніки були представлені 11-ю гвардійською окремою механізованою бригадою.

## Командування
- 2012 полковник Жук Андрій Володимирович[3]